# 萊克辛頓 (印地安納州卡洛爾縣)
萊克辛頓（英語：Lexington）是位於美國印地安納州卡洛爾縣的一個非建制地區。該地的面積和人口皆未知。

## 地理
萊克辛頓的座標為40°27′32″N 86°29′20″W / 40.45889°N 86.48889°W，而該地的平均海拔高度為228米（即748英尺）。